# Stargate: Arma secretă
Stargate: Arma secretă (în engleză Stargate: The Ark of Truth) este un film americano-canadian, științifico-fantastic, realizat în 2008, regizat de Robert C. Cooper, scenariul Robert C. Cooper, în rolurile principale: Richard Dean Anderson, Amanda Tapping, Christopher Judge și Ben Browder.A fost realizat direct pe video și direct pe DVD și distribuit de Metro-Goldwyn-Mayer și 20th Century Fox

## Distribuția
- Ben Browder: Lt. Colonel Cameron Mitchell
- Amanda Tapping: Lt. Colonel Samantha Carter
- Christopher Judge: Teal'c
- Michael Shanks: Dr. Daniel Jackson
- Beau Bridges: Mjr. Gen. Hank Landry
- Claudia Black: Vala Mal Doran
- Morena Baccarin: Adria
- Tim Guinee: Tomin
- Currie Graham: James Marrick
- Michael Beach: Colonel Abe Ellis
- Matthew Walker: Merlin
- Sarah Strange: Morgan le Fay
- Julian Sands: Doci
- Fabrice Grover: Amelius
- Erik Breker: Colonel Reynolds
- Gary Jones: Sergeant Walter Harriman